# Dunia Engine
Dunia Engine је покретач игре, направљен од стране Ubisoft Montreal за креирање Far Cry серије игара. Базиран је на CryEngine 1 и јако је модификован за коришћење унутар Far Cry 2, са само 2-3% кода који је узет од CryEngine 1. Прерађена и модификована верзија Dunia покретача је коришћена за James Cameron's Avatar: The Game.
Far Cry 2 технологија вегетације је такође коришћена за Assassin's Creed II и Assassin's Creed: Brotherhood, иако ове игре не користе Dunia покретач, већ користе Anvil покретач.
Far Cry 3 и Far Cry 4 користе Dunia Engine 2.

## Име
Реч  "Dunia" значи  "Свет" на Арапском и разним другим језицима као што су Бенгалски, Гуџарти, Телугу, Хинди, Непалски, Индонежански, Канадски, Малајски, Маратхи, Персијски, Панџаби, Свахили, Турски и Урду.

## Карактеристике
Карактеристике Dunia Engine укључују
- Диманично време
- Динамичко простирање пожара (под утицајем временских система)
- Волуметријско осветљење (сунчеви зраци)
- Реалистична ватра
- Физика (већина објеката може да се помера/баца наоколо, укључујући мртва тела карактера који нису сами играчи)
- Цео дневни циклус (дан-ноћ)
- Динамички музички систем
- Подршка за велике мапе играча, без специфичних нивао
- Без скриптна AI (вештачка интелигенција)
- Radiosity, или индиректно осветљење
- amBX технологија за специјалне ефекте, са одговарајућим хардвером
- Dunia покретач користи предности DirectX 10 на Windows Vista, али је такође дизајниран да ради и на DirectX 9.

Карактеристике Dunia Engine 2 укључују
- Нова технологија вода
- Реалистични временски систем
- Нова AI технологија (вештачка интелигенција)
- Нови систем анимација је интегрисан
- Реалистични изрази лица
- "Motion capture" технологија ("хватање покрета")
- Одложене количине трансферног сјаја (глобална расвета)
- Dunia Engine 2 користи погодности DirectX 10 и DirectX 11 на Windows Vista, Windows 7 и Windows 8.

## Развој
Едитор мапа за Far Cry 2 и Dunia Engine (покретач) је укључен у свим верзијама игре. Едитор мапе за Far Cry 3 је такође убачен као део коначне игре.

## Игре које користе Dunia Engine (покретач)

### Dunia
- Far Cry 2 (2008)
- James Cameron's Avatar: The Game (2009)

### Dunia 2
- Far Cry 3 (2012)
- Far Cry 3: Blood Dragon (2013)
- Far Cry 4 (2014)
- Far Cry Primal (2016)